# Faustverleihung 2019
Die Faustverleihung 2019, die 14. Verleihung des Deutschen Theaterpreises Der Faust, fand am 9. November am Staatstheater Kassel statt und wurde zum zweiten Mal nach 2008 von Wiebke Puls moderiert. Die Nominierungen wurden am 12. September 2019 bekanntgegeben, der Preis für das Lebenswerk wurde Roberto Ciulli zuerkannt.
Über die Preisträger entschied eine fünfköpfige Jury, die von der Deutschen Akademie der Darstellenden Künste benannt wurde und sich aus folgenden Akademiemitgliedern zusammensetzte: Jürgen Flügge, Regina Guhl, Peter Michalzik, Barbara Mundel und Sylvana Seddig.
Der Preis wurde 2019 durch das Hessische Staatsministerium für Wissenschaft und Kunst, die Stadt Kassel, die Kulturstiftung der Länder, die Deutsche Akademie der Darstellenden Künste und den Deutschen Bühnenverein gefördert. Kooperationspartner waren die Kasseler Sparkasse und der Deutsche Bühnenverein Landesverband Mitte, Veranstaltungspartner war das Staatstheater Kassel, Medienpartner waren 3sat und Die Deutsche Bühne.

## Preisträger und Nominierte
Regie Schauspiel
Helge Schmidt – Cum-Ex-Papers – Lichthof Theater Hamburg
Kathrin Mädler – Margarete Maultasch – Landestheater Schwaben
Jan Neumann – Wilhelm Tell – Deutsches Nationaltheater Weimar
Darstellerin/Darsteller Schauspiel
Maja Beckmann in Dionysos Stadt – Münchner Kammerspiele
Jochen Busse – Anton in Komplexe Väter – Produktion des Theaters an der Kö, Düsseldorf, mit Uraufführung in der Komödie Winterhuder Fährhaus, Hamburg
Katherina Sattler – Hazal in Ellbogen – Junges Schauspielhaus Hamburg
Regie Musiktheater
Elisabeth Stöppler – Götterdämmerung – Theater Chemnitz
Kay Kuntze – Die Passagierin – Theater Altenburg-Gera
Marie-Eve Signeyrole – La Damnation de Faust – Staatsoper Hannover
Sängerdarstellerin/Sängerdarsteller Musiktheater
Johannes Martin Kränzle – Šiškov in Aus einem Totenhaus – Oper Frankfurt
Olesya Golovneva – Titelpartie in Rusalka – Oper Köln
Anna Princeva – Elsa in Lohengrin – Theater Bonn
Choreografie
Anne Teresa de Keersmaeker – Die sechs Brandenburgischen Konzerte – Volksbühne Berlin
Edward Clug – Patterns in ¾ - Stuttgarter Ballett, Koproduktion mit dem Deutschen Nationaltheater Weimar
Erna Ómarsdóttir / Halla Ólafsdóttir – Romeo und Julia – Staatstheater am Gärtnerplatz München
Darstellerin/Darsteller Tanz
Marlúcia do Amaral in Schwanensee – Deutsche Oper am Rhein
Rosario Guerra in Infant Spirit – Theaterhaus Stuttgart
Douglas Letheren in Bon Voyage, Bob – Tanztheater Wuppertal Pina Bausch
Regie Kinder- und Jugendtheater
Birgit Freitag – Für Vier – Junges Theater Bremen
Anselm Dalferth – Nils Karlsson Däumling – Deutsche Oper am Rhein in Kooperation mit dem Theater Dortmund und dem Theater Bonn
Nis Søgaard – Ich bin Kain – Theater Junge Generation Dresden
Bühne/Kostüm
Étienne Pluss – Bühne für Violetter Schnee – Staatsoper Unter den Linden Berlin
Wolfgang Menardi – Bühne für #Genesis – Münchner Kammerspiele
Carolin Mittler – Bühne/Kostüme für Diese Mauer fasst sich selbst zusammen und der Stern hat gesprochen, der Stern hat auch was gesagt – Hessisches Landestheater Marburg
Lebenswerk
Roberto Ciulli
Perspektivpreis
explore dance, Tanz-Netzwerk für junges Publikum